# Colchicum micranthum
Colchicum micranthum är en tidlöseväxtart som beskrevs av Pierre Edmond Boissier. Colchicum micranthum ingår i släktet tidlösor, och familjen tidlöseväxter. Inga underarter finns listade i Catalogue of Life.